# جابر (عزبة)
عزبة جابر، عزبة تابعة لقرية كفر أم يوسف بالوحدة المحلية لقرية سنهور المدينة، التابعة لمركز دسوق، التابع لمحافظة كفر الشيخ في جمهورية مصر العربية.